# ليلا نايدو
ليلا نايدو (بالهندية: लीला नायडू؛ بالإنجليزية: Leela Naidu) هي متسابقة ملكة الجمال وممثلة هندية (وحملت سابقاً جنسية الراج البريطاني)، ولدت في 1940 في مومباي في الهند، وتوفي بنفس المكان في 28 يوليو 2009.

## وصلات خارجية
- ليلا نايدو على موقع IMDb (الإنجليزية)
- ليلا نايدو على موقع ألو سيني (الفرنسية)
- ليلا نايدو على موقع أول موفي (الإنجليزية)
- ليلا نايدو على موقع قاعدة بيانات الأفلام السويدية (السويدية)
- ليلا نايدو على موقع قاعدة بيانات الفيلم (الإنجليزية)
- ليلا نايدو على موقع كينوبويسك (الروسية)